# إسحاق هومر
إسحاق هومر (بالإنجليزية: Isaac Homer)‏ هو لاعب كرة قدم أمريكي في مركز الدفاع، ولد في 25 فبراير 2003 في بورتلاند في الولايات المتحدة. لعب مع بروتلاند تيمبرز 2.